# Bernhard Nathanael Gottlob Schreger
Bernhard Nathanael Gottlob Schreger (* 6. Juni 1766 in Zeitz; † 8. Oktober 1825 in Erlangen) war ein deutscher Arzt, Chirurg und Hochschullehrer.

## Leben und Wirken
1784 ging Schreger zum Studium der Medizin nach Leipzig, wo er 1786 das Baccalaureat der Medizin erhielt. 1790 legte er den Magister ab und erhielt 1791 den Magister legens, das heißt die Erlaubnis Vorlesungen zu halten. In seinen Vorlesungen befasste er sich vor allem mit dem Gebiet der Physiologie und der Gerichtsmedizin. 1791 promovierte er zum Dr. med. et. chir., und 1793 folgte er einem Rufe als ordentlicher Professor der Anatomie, Chirurgie und Geburtshilfe an die Universität Altdorf, wo er sich nicht nur als akademischer Lehrer, sondern auch als Arzt einen Namen machte. 1797 erhielt er als fünfter ordentlicher Professur der Medizin, insbesondere der Chirurgie, einen Ruf an die Universität Erlangen. Ihm folgte im Amt Michael Jäger.

## Ehrungen
Seit 1812 war er korrespondierendes Mitglied der Preußischen Akademie der Wissenschaften. 1817 wurde er zum Mitglied der Deutschen Akademie der Naturforscher Leopoldina und 1823 zum auswärtigen Mitglied der Bayerischen Akademie der Wissenschaften gewählt.

## Werke (Auswahl)
- De irritabilitate vasorum lymphaticorum. Solbrig, Leipzig 1789. (Digitalisat)
- Erfahrungsmässige Anweisung zur richtigen Kenntniß der Krankheiten der Wald- und Gartenbäume der Getreidearten, Futterkräuter, Küchengewächde und Blumen und den bewährtesten Mitteln dagegen. Weygand, Leipzig 1795. (Digitalisat)
- Tabulae armamentorum ad rem obstetriciam pertinentium. Palm, Nürnberg 1800.(Digitalisat)
- Grundriss der chirurgischen Operationen. Bureau für Literatur, Fürth 1806. (Digitalisat), (2. Theil, Campe, Nürnberg 1825)
- Handbuch der chirurgischen Verbandlehre. Palm & Encke, Erlangen 1820. (Digitalisat Band 1), (Band 2,1), (Band 2,2)